# Телец (деревня)
Теле́ц — деревня в Трубчевском районе Брянской области России. Административный центр Телецкого сельского поселения.

## География
Деревня находится в южной части Брянской области, в зоне хвойно-широколиственных лесов, на правом берегу реки Десна, при автодороге 15К-2601, у юго-западной окраины Трубчевска, административного центра района.

### Климат
Климат характеризуется как умеренно континентальный, с холодной снежной зимой и относительно тёплым продолжительным летом. Среднегодовая многолетняя температура воздуха составляет 5,5 °С. Средняя температура воздуха самого тёплого месяца (июля) — 18,6 °C (абсолютный максимум — 36 °C); самого холодного (января) — −8,1 °C (абсолютный минимум — −37 °C). Безморозный период длится в среднем 160 дней. Среднегодовое количество атмосферных осадков составляет 600 мм, из которых большая часть (440 мм) выпадает в период с апреля по октябрь. Снежный покров держится в течение 120 дней.

### Часовой пояс
Деревня Телец, как и вся Брянская область, находится в часовой зоне МСК (московское время). Смещение применяемого времени относительно UTC составляет +3:00.

## История
Впервые упоминается в 1634 году; бывшее дворцовое владение. В 1866 году в деревне Трубчевского уезда Орловской губернии) было учтено 66 дворов (519 человек), а в 1926 году — 1116 человек.

## Население
| 2010 | 2013 |
| ---- | ---- |
| 911  | ↘893 |

### Национальный состав
Согласно результатам переписи 2002 года, в национальной структуре населения русские составляли 98 % из 1010 чел.

## Улицы
| - ул. Вали Белоусовой, - ул. Заводская, - ул. Луговая, - пер. Луговой, - пер. Майский, | - ул. Мира, - ул. Молодёжная, - ул. Набережная, - ул. Новая, - ул. Октябрьская, | - ул. Речная, - ул. Садовая, - ул. Совхозная, - ул. Трубчевская, - пер. Южный. |